# Fabian Weinhandl

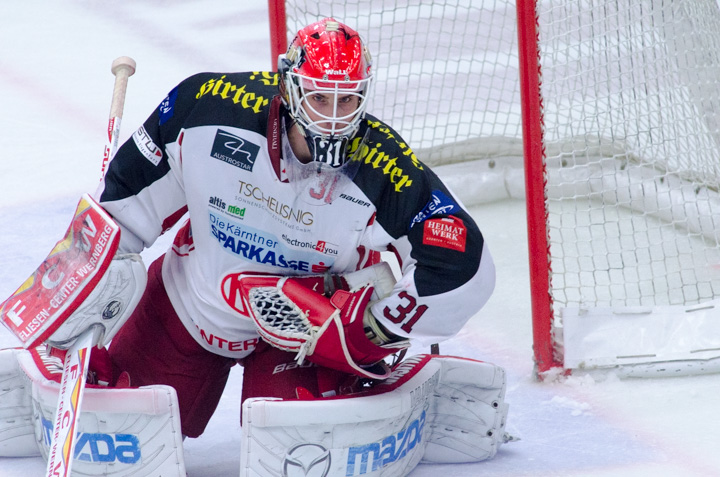
Fabian Weinhandl im Tor des EC KAC (2013)

Fabian Weinhandl (* 3. Jänner 1987 in Graz) ist ein österreichischer Eishockeytorwart, der zuletzt beim EC Red Bull Salzburg in der Österreichischen EBEL unter Vertrag stand.

## Karriere
Weinhandl begann seine Karriere in den diversen Nachwuchsteams der Graz 99ers und war in der Saison 2003/04 erstmals als Ersatztorhüter im Kader des Bundesligateams. Bis zu seinem ersten Einsatz dauerte es allerdings noch bis zum 24. September 2006, als er bereits im zweiten Spiel der 99ers nach 40 Minuten Steve Passmore ersetzte und in 21 Minuten nur einen Treffer zuließ und elf Schüsse abwehren konnte. Bedingt durch die schwankenden Leistungen der ersten Goalies – Passmore wurde nach einiger Zeit zunächst durch Pavel Nešťák und später durch Walter Bartholomäus ersetzt – kam er auch zu einigen Einsätzen und konnte am 2. März 2007 gegen den EC VSV auch seinen ersten Shutout erzielen.
In der folgenden Saison wechselte Weinhandl nach Nordamerika zu den Bay State Breakers in die Eastern Junior Hockey League, kam dort allerdings nur zu fünf Einsätzen, in denen er nicht überzeugen konnte. Weinhandl kehrte in der folgenden Spielzeit zu den 99ers zurück und präsentierte sich in der Folgezeit als solider Backup-Torhüter. Sein vorläufiger Durchbruch gelang ihm in der Saison 2009/10, als sich Sébastien Charpentier bereits im ersten Spiel nach vierzig Minuten verletzte und er für die folgenden Spiele die Position des ersten Torhüters ausfüllen musste. Auch dank einer starken Verteidigung spielte er sich an die Spitze der Torhüterstatistik und behielt die Position auch für einige Spiele nach Charpentiers Rückkehr. Folgerichtig wurde er im September 2009 zum EBEL-YoungStar des Monats gewählt. Den Status des 1. Torwarts behielt er auch in der Saison 2010/11 und war dabei der erste Torhüter der EBEL-Geschichte, der eine komplette Saison inklusive der Playoffs allein, also ohne Unterstützung eines Backup-Torwarts, absolvierte. Sein Team erhielt dabei im Grunddurchgang die wenigsten Gegentore.
Zur Saison 2012/13 wechselte Weinhandl zu den Vienna Capitals und absolvierte in der Folge 25 Partien für den Klub. Anschließend erhielt er einen Vertrag beim EC KAC. Im Dezember 2014 wurde er an den italienischen Klub Ritten Sport aus der Serie A ausgeliehen. Mit den Südtirolern gewann er die Coppa Italia. In der Serie A erreichte er den geringsten Gegentorschnitt und die beste Fangquote aller Torhüter und trug damit maßgeblich zum Vizemeistertitel seines Klubs bei. Ende Mai 2015 kehrte Weinhandl nach Österreich zurück und erhielt einen Einjahresvertrag beim EC Red Bull Salzburg.

### International
Im Juniorenbereich nahm Weinhandl für Österreich an der U18-Weltmeisterschaft 2005 und der U20-Weltmeisterschaft 2007 jeweils in der Division I teil.
Sein Debüt in der Herren-Auswahl gab er am 12. Februar 2010 bei der 0:1-Niederlage nach Penaltyschießen gegen Italien in Asiago. Er spielte für Österreich bei der Weltmeisterschaft 2011 in der Top-Division, als die Mannschaft absteigen musste, und ein Jahr später in der Division I, als der direkte Wiederaufstieg gelang. Zudem gehörte er beim Qualifikationsturnier für die Olympischen Winterspiele 2014 zum Kader der Alpenländler, kam aber nicht zu einem Einsatz.

## Erfolge und Auszeichnungen
- 2009 EBEL-Young-Star des Monats September
- 2010 Beste Fangquote der Österreichischen Eishockeyliga
- 2012 Aufstieg in die Top-Division bei der Weltmeisterschaft der Division I, Gruppe A
- 2015 Gewinn der Coppa Italia mit Ritten Sport
- 2015 Geringster Gegentorschnitt und beste Fangquote der Serie A

## Karrierestatistik

### International
(Legende zur Torhüterstatistik: GP oder Sp = Spiele insgesamt; W oder S = Siege; L oder N = Niederlagen; T oder U oder OT = Unentschieden oder Overtime- bzw. Shootout-Niederlage; Min. = Minuten; SOG oder SaT = Schüsse aufs Tor; GA oder GT = Gegentore; SO = Shutouts; GAA oder GTS = Gegentorschnitt; Sv% oder SVS% = Fangquote; EN = Empty Net Goal; 1 Play-downs/Relegation; Kursiv: Statistik nicht vollständig)